# Knopen (hoorspel)
Knopen is een hoorspel van Ilse Aichinger. Knöpfe werd op 16 december 1953 door de Süddeutscher Rundfunk uitgezonden. Matthé Verdaasdonk vertaalde het en de KRO zond het uit in het programma Avondtheater op vrijdag 5 november 1965. De regisseur was Léon Povel. Het hoorspel duurde 69 minuten.

## Rolbezetting
- Fé Sciarone (Ann)
- Eva Janssen (Rosie)
- Joke Hagelen (Jean)
- Paul van der Lek (John)
- Peter Aryans (Bill)
- Hans Veerman (Jack)
- Dries Krijn (verkoper)

## Inhoud
Ann heeft werk gevonden: in een fabriek sorteert ze samen met andere vrouwen ongewoon mooie sierknopen. Die dragen vrouwennamen en verkopen zeer goed. De jonge collega’s houden van hun monotoon werk. Zonderlinge geluiden achter de muur van de werkplaats en het feit dat het vaak gebeurt dat een collega ineens niet meer opdaagt, verontrusten Ann…